# Неандер, Иоахим

Витраж в бременской церкви Св. Мартина с изображением Иоахима Неандера у органа

Иоа́хим Неа́ндер (нем. Joachim Neander; 1650, Бремен — 31 мая 1680, там же) — немецкий пастор, теолог, сочинитель церковных гимнов и композитор. В его честь названа долина Неандерталь в Германии, место находки неандертальского человека.

## Биография
Неандер родился в Бремене в семье священника Нойманна, который, следуя распространенной в эпоху гуманизма моде, переиначил своё имя на древнегреческий лад.
После изучения реформатской теологии в Бремене, Неандер работает воспитателем в Гейдельберге и Франкфурте-на-Майне. В 1670 году он попадает под влияние проповедника пробуждения Теодора Ундерейка, который подыскивает ему работу в качестве домашнего учителя в семье одного франкфуртского купца. Здесь Неандер знакомится также и с Филиппом Якобом Шпенером, чья опубликованная в 1675 году работа Pia Desideria послужила началом движения пиетизма.
В 1674 году Неандер становится ректором гимназии реформистской общины в Дюссельдорфе и ассистирующим проповедником. Он сочиняет тексты и мелодии многочисленных гимнов, которые исполняются на обособленных «назидательных собраниях». Долина речки Дюссель, где Неандер часто сочинял свои произведения и проводил богослужения, в XIX веке была переименована в его честь в Неандерталь (букв. Долина Неандера).
После того, как в Дюссельдорфе у Неандера начинаются проблемы с церковным руководством, он становится ассистирующим проповедником в церкви Св. Мартина в своём родном городе Бремене. Там же он сочиняет свой знаменитый хорал «Восхвали Господа, могущественного Царя славы» (Lobe den Herren, den mächtigen König der Ehren). После всего одного года труда в своём родном городе, Неандер, которому исполнилось 29 или 30 лет, внезапно умирает в понедельник 31 мая 1680 года, в день праздника Троицы, от неописанной болезни, возможно от чумы. Место его погребения остаётся неизвестным вплоть до сегодняшнего дня, возможно оно находится прямо под церковью Св. Мартина, в которой Неандер служил при жизни.

## Труды
Неандер считается одним из наиболее значительных реформистских церковных композиторов Германии. Его опубликованный в 1680 году сборник «Песни завета и благодарственные псалмы» (Bundeslieder und Dank-Psalmen) имел колоссальное значение для пиетистских песенников реформистских и лютеранских церквей.
Современные немецкие песенники также содержат песни Неандера. Например, в песеннике немецкой Евангелической церкви имеются шесть песен, автором слов и/или мелодий которых является Неандер. А в использовавшемся до 2005 года песеннике немецкой Новоапостольской церкви находились четыре песни Неандера.
Самое известное творение Неандера — это сочинённая им в 1679 году и опубликованная в «Песнях завета» песня «Господа славь ты, мой дух, славь Царя сотворенья» (Lobe den Herren, den mächtigen König der Ehren). Однако та мелодия, под которую она обычно исполняется сегодня, стала использоваться позже, она не принадлежит Неандеру. Изначально это была мелодия одной светской песни из 17 столетия.